# マックス・スヴェンソン (2001年生のサッカー選手)
マックス・スヴェンソン・リオ（Max Svensson Río、2001年11月8日 - ）は、スペイン・バルセロナ出身のサッカー選手。カーザ・ピアAC所属。ポジションはフォワード。

## クラブ経歴
バルセロナに生まれたが、生まれたすぐにハンブルクへと移住。スヴェンソンが4歳の時にスペインへ戻ってきた。FCバルセロナやUEコルネジャのカンテラを経て2018年にRCDエスパニョールのカンテラに加入すると、2020-21シーズンにBチームへと昇格した。
2020年12月16日、この日のコパ・デル・レイ、UEリャゴステラ戦に出場したことでトップチームデビューを果たした。翌年1月13日のラージョ・バジェカーノとのリーグ戦でプロデビュー。
2022年9月1日、2022-23シーズンはデポルティーボ・ラ・コルーニャへレンタル移籍することが決定した。
2023年8月15日、CAオサスナBへレンタル移籍した。
2024年7月1日、カーザ・ピアACに移籍した。

## 人物
父親はハンドボールスウェーデン代表として20年間で300試合に出場した名選手のトーマス・スヴェンソン。